# 日本基督教団津山教会

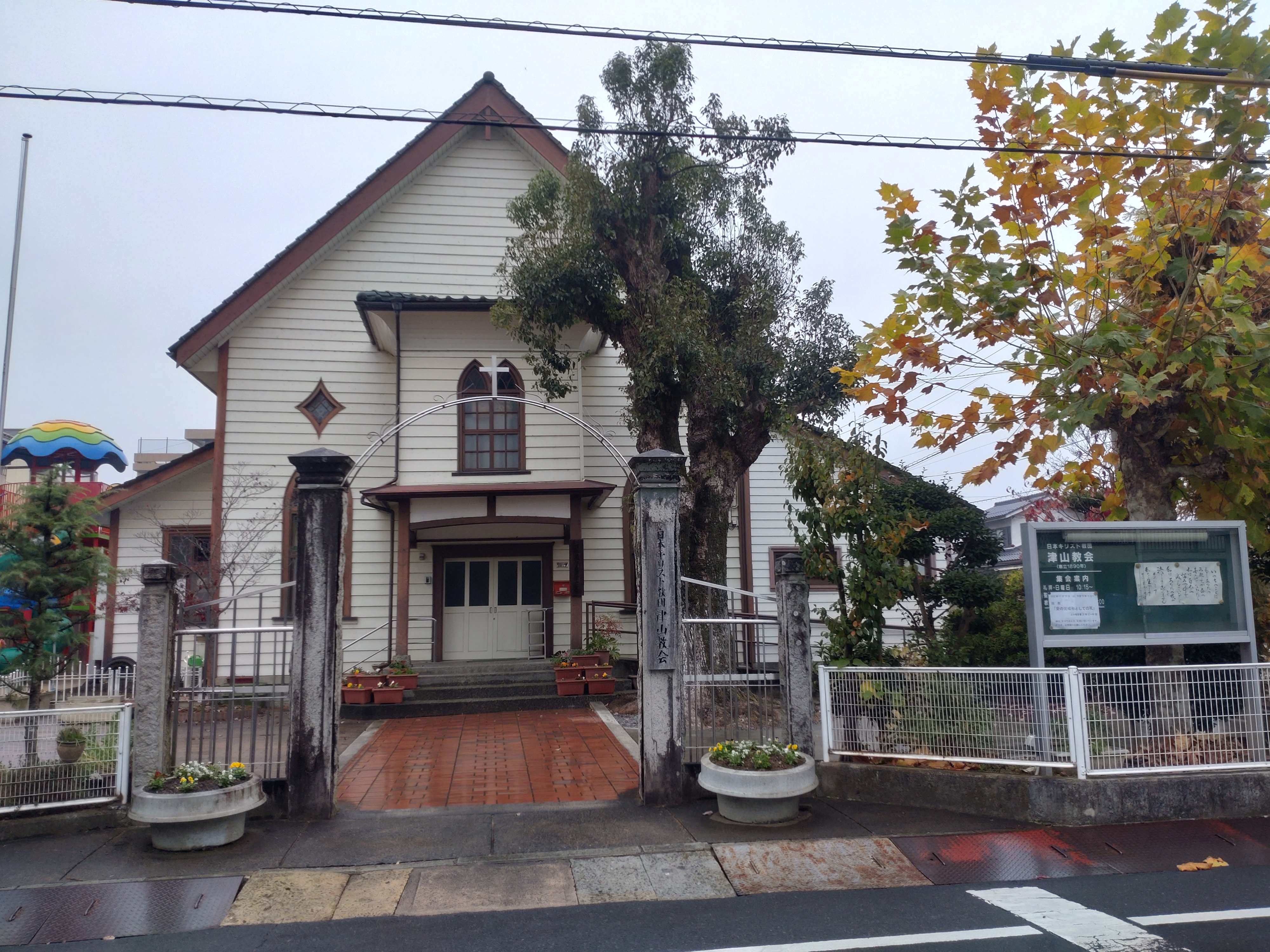
津山教会

日本基督教団津山教会（にほんきりすときょうだんつやまきょうかい）は、岡山県津山市にある日本基督教団の教会である。
1879年（明治12年）金森通倫とジョン・カッティング・ベリーにより津山地方の伝道が行われる。1884年（明治17年）に講義所が設けられる。木庭勝次郎や上代知新により、伝道が行われ、同志社の神学生であった馬場種太郎が協力した。
1886年（明治19年）に森本惣吉、野呂直定、竹内信、卜部徳蔵、竹内康の5人が金森通倫から洗礼を受ける。
1889年（明治22年）に同志社を卒業した富田元資を伝道師に迎え、1890年（明治23年）には28名が受洗し、教会が設立された。
1902年（明治35年）から落合教会（現・日本基督教団美作落合教会）の守田幸吉郎牧師を招いて、1904年（明治37年）に会堂を設立し、1906年（明治39年）に集中伝道により、75名が洗礼を受け、1910年（明治43年）には会員総数が300名を超えた。1915年（大正4年）に森田牧師が在任中に死去すると、岩城忠四郎が牧師に就任する。1966年（昭和41年）保育園舎建築。1973年（昭和48年）保育室を建築。

## 所在地
岡山県津山市田町29番地。武家屋敷が数多く残る地域である。

## 建物
1904年（明治37年）竣工、木造2階建、勾配の急な切妻屋根を持つプロテスタント教会。華美な装飾はなく、外観は下見板張を基本。壁と玄関ポーチにはゴシック様式の特徴である尖塔アーチの窓が付けられている。津山市内に現存する明治建築の一つ。

## 歴代牧師
- 富田元資（1889年 - 1893年）
- 高橋卯三郎（1893年 - 1897年）
- 砂川竹蔵（1897年）
- 米沢尚三（1899年 - 1901年）
- 守田幸吉郎（1902年 - 1915年）
- 岩城忠四郎（1915年 - 1944年）[4]
- 布下耕読（1944年 - 1947年）
- 高戸竹二（1947年 - 1958年）
- 古河治（1958年 - 1962年）
- 戸田伊助（1962年 - 1963年）
- 宗宮進（1963年 -1990年）[5]

## ギャラリー

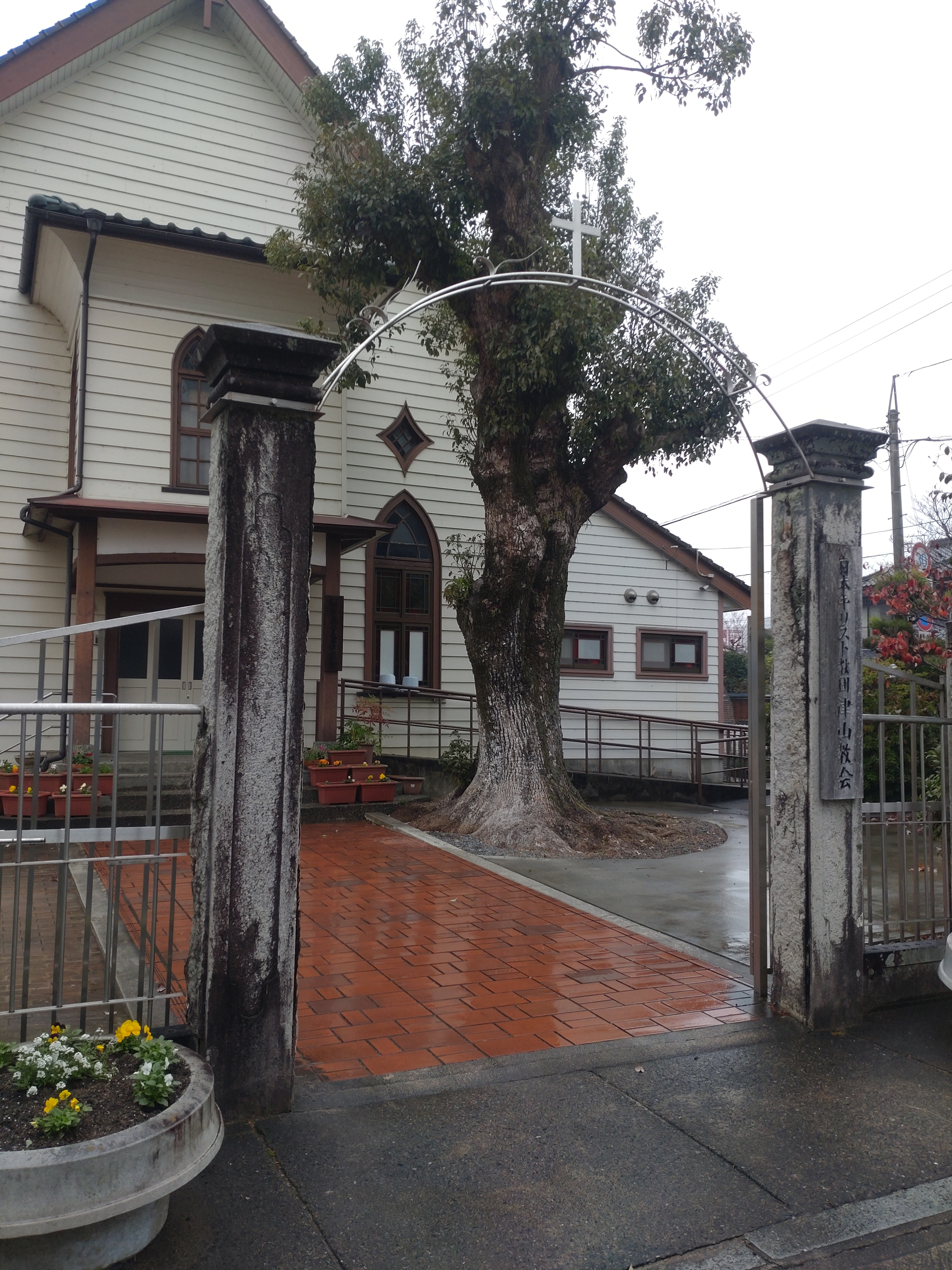
津山教会門
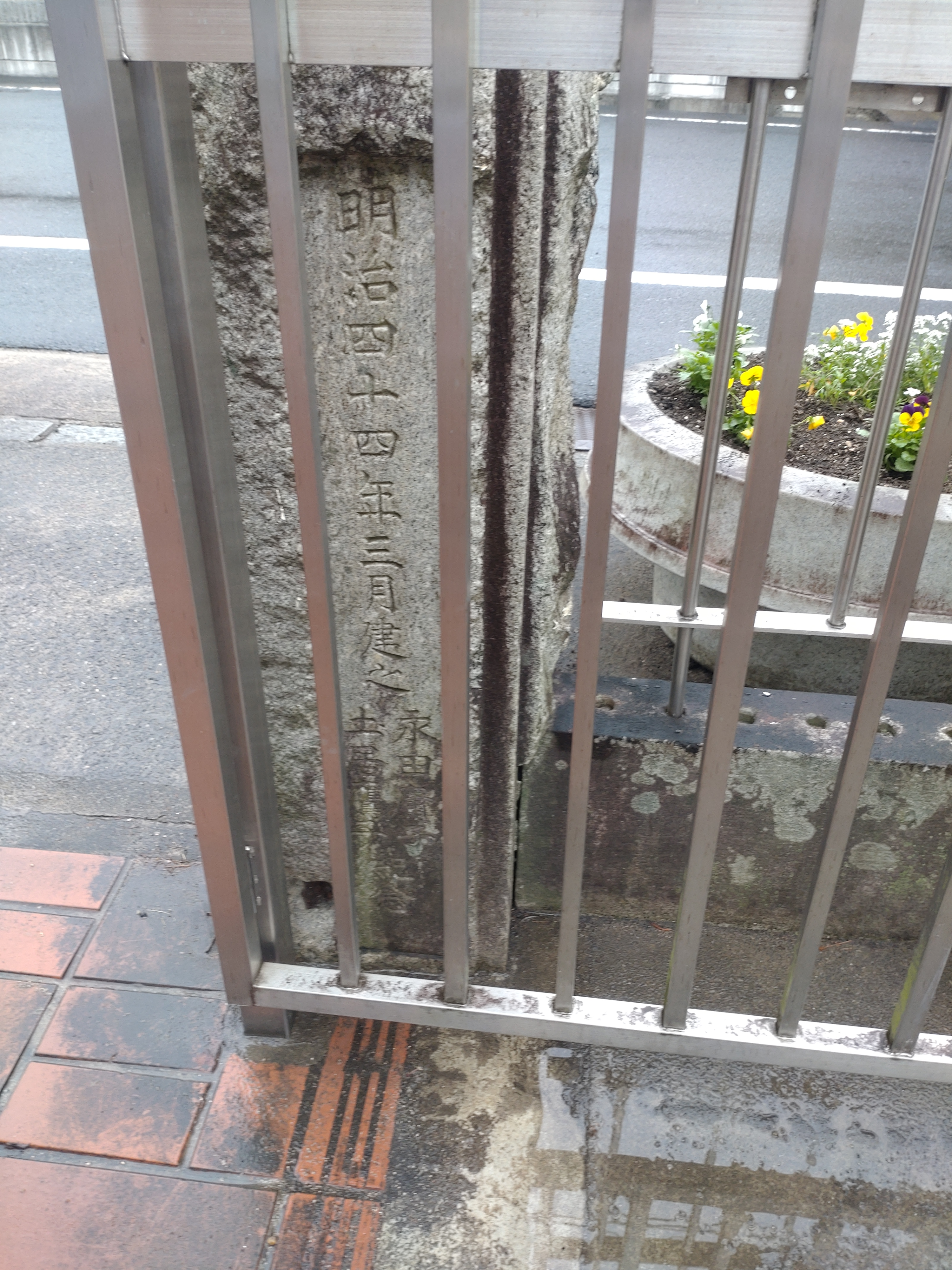
津山教会石柱裏面
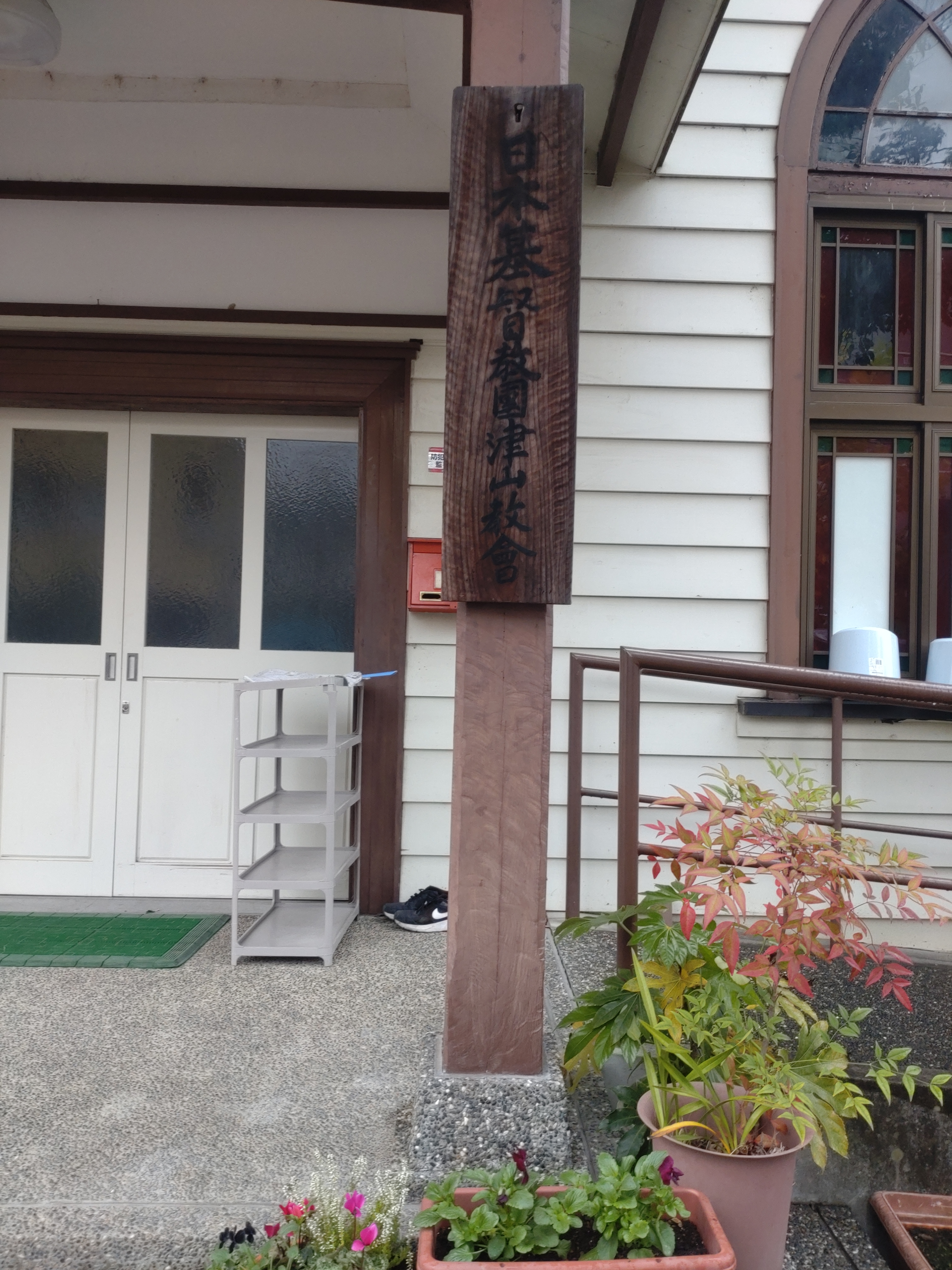
津山教会表札